# Karin (Vorname)
Karin ist ein weiblicher Vorname.

## Herkunft und Bedeutung
Karin ist eine schwedische Form von Katharina oder Karolina.
Varianten: Carin, Karina,  Karine, Karen

## Verbreitung
Der Name Karin ist (nach Ursula) in Deutschland der zweithäufigste Vorname für Mädchen seit 1890 insgesamt. Vor 1915 war er jedoch kaum gebräuchlich. Ab Mitte der 20er Jahre wurde er dann immer populärer. Von der Mitte der 30er Jahre bis zum Ende der 50er war er einer der zehn am häufigsten vergebenen Vornamen, nach 1940 war er einige Male sogar der häufigste überhaupt. Ab Ende der 60er sank seine Verbreitung dann stark, seit Anfang der 90er werden kaum noch Mädchen Karin genannt.
In Österreich gehörte der Name von 1984 bis 1989 zu den Top-50 und bis 1996 zu den Top-100 der Hitlisten. Danach ging seine Popularität stark zurück. Von 1984 bis 2023 wurde er etwa 4.300 Mal gewählt. Der Name kommt in der Schweiz seit den frühen 1930er Jahren durchgehend in der Namensgebung vor. Zwischen den 1950er und 1990er Jahren befand er sich stets in den Top-100 sowie von 1964 bis 1979 in den Top-10. Rund 22.600 Mädchen wurden von 1930 bis 2023 so genannt. Die Vergabe ist auch in Liechtenstein nachgewiesen.
Der Name gehört in Dänemark zu den geläufigen Namen, er wird jedoch seit der Jahrtausendwende nicht mehr häufig vergeben. In Schweden zählte der Name im vergangenen Jahrhundert dauerhaft zu den 100 beliebtesten Vornamen. Seit der Jahrtausendwende befindet er sich nicht mehr in den Top-100. Im Jahr 1999 belegte er Rang 84. In Norwegen hatte sich der Name von 1945 bis zu den 1980er Jahren in den Top-100 etabliert. Bis 1956 lag er stets in den Top-20.
In Frankreich befand sich der Vorname von den frühen 1950er bis zu den späten 1970er Jahren in den Top-500. In den Niederlanden ist Karin ein geläufiger Mädchenname, der seit 1930 regelmäßig bei der Namenswahl berücksichtigt wird. Von 1955 bis 1989 lag er durchgehend in den Top-100 der Vornamenscharts. Besonders populär war er zwischen 1958 und 1984, als er sich stets in den Top-30 befand. Von 1930 bis 2023 wurde er rund 24.900 Mal vergeben. In Tschechien befindet sich der Name seit 1956 dauerhaft in den Top-200, er lag zeitweise in den Top-100. Der Name war in der Slowakei von 2002 bis 2020 in den Top-50 der Hitlisten. Im Jahr 2007 lag er sogar kurzzeitig auf Rang 20. In Slowenien befand sich der Name Karin von 2000 bis 2006 in den Top-50 und bis 2019 fast durchgehend in den Top-100.
Der Name ist in England, Schottland und Irland eher mäßig beliebt und wird sporadisch vergeben. In Nordirland kommt er hingegen selten vor. In Kanada ist der Name seit 1980 fast jährlich in den Hitlisten anzutreffen. In den USA befand sich der Name von 1936 bis 1989 in den Top-1000. Den besten Platz erzielte er im Jahr 1967 mit Rang 276.

## Namenstag
Die wichtigsten Namenstage sind:
- 24. März Hl. Katharina von Schweden
- 29. April Hl. Katharina von Siena
- 15. September Hl. Katharina von Genua
- 25. November Hl. Katharina von Alexandrien
- 31. Dezember Hl. Catherine Labouré

Siehe auch Heilige Katharina

## Namensträgerinnen

### Karin
- Karin Alvtegen (* 1965), schwedische Schriftstellerin
- Karin Anselm (*  1940), deutsche Film- und Theaterschauspielerin
- Karin Baal (1940–2024), deutsche Theater-, Film- und Fernsehschauspielerin
- Karin Balzer (1938–2019), deutsche Leichtathletin
- Karin Beier (* 1965), deutsche Theaterregisseurin
- Karin Boven (* 1963), niederländische Kulturanthropologin und Diplomatin
- Karin Boyd (* 1953), deutsche Schauspielerin und Theaterregisseurin
- Karin Boye (1900–1941), schwedische Schriftstellerin und Dichterin
- Karin Brieden (* 1958), deutsche Juristin und Medienmanagerin
- Karin Büttner-Janz (* 1952), deutsche Kunstturnerin
- Karin Dor (1938–2017), deutsche Schauspielerin
- Karin Eickelbaum (1937–2004), deutsche Film- und Theaterschauspielerin
- Karin Enke (* 1961), deutsche Eisschnellläuferin
- Karin Fossum (* 1954), norwegische Schriftstellerin
- Karin Gregorek (1941–2023), deutsche Schauspielerin
- Karin Hanczewski (* 1981), deutsche Schauspielerin
- Karin Hardt (1910–1992), deutsche Schauspielerin
- Karin Hindsbo (* 1974), dänische Kunsthistorikerin
- Karin Hoff (* 1963), deutsche Skandinavistin und Hochschullehrerin
- Karin Keller-Sutter (* 1963), Schweizer Politikerin (FDP)
- Karin Kienzer (* 1964), österreichische Schauspielerin
- Karin Kock (1891–1976), schwedische Ökonomin und Politikerin
- Karin Lenzke (* 1936), deutsche Hochspringerin
- Karin Lesch (1935–2025), deutsche Schauspielerin
- Karin Lohr (* 1954), deutsche Soziologin und Hochschullehrerin
- Karin Maag (* 1962), deutsche Politikerin (CDU)
- Karin Melis Mey (* 1983), südafrikanisch-türkische Weitspringerin
- Karin Mylius (1934–1986), Vorsitzende der Jüdischen Gemeinde zu Halle (Saale)
- Karin Oberhofer (* 1985), italienische Biathletin
- Karin Oehler (1950–2020), deutsche Jazzsängerin
- Karin Orth (* 1963), deutsche Historikerin und Hochschullehrerin
- Karyn von Ostholt-Haas (* 1938), deutsche Schauspielerin
- Karin Prien (* 1965), deutsche Politikerin (CDU)
- Karin Rabe (* 1954), schwedische Orientierungsläuferin
- Karin Reschke (* 1940), deutsche Schriftstellerin
- Karin Ritthaler-Praefcke (* 1965), deutsche Slawistin, Polonistin
- Karin Schmalfeld (* 1976), deutsche Orientierungsläuferin
- Karin Steinbach Tarnutzer (* 1966), deutsch-schweizerische Autorin, Lektorin und Journalistin
- Karin Stilke (1914–2013), erstes deutsches Topmodel (Fotomodel)
- Karin Stoiber (* 1943), Trägerin des bayerischen Verdienstordens
- Karin Thaler (* 1965), deutsche Schauspielerin
- Karin Tidbeck (* 1977), schwedische Schriftstellerin
- Karin Tietze-Ludwig (* 1941), deutsche Journalistin und Fernsehsprecherin
- Karin Viard (* 1966), französische Schauspielerin
- Karin Witkiewicz (* 1945), deutsche Sängerin und Schauspielerin, siehe Katja Ebstein

### Carin
- Carin Abicht (* 1943), deutsche Schauspielerin und Hörspielsprecherin
- Carin Braun (1940–1986), deutsche Theater- und Filmschauspielerin sowie Regisseurin
- Carin Filipčić (* 1970), österreichische Musicaldarstellerin
- Carin Göring (1888–1931), erste Ehefrau von Hermann Göring
- Carin Grudda (* 1953), deutsche Bildhauerin
- Carin Hernskog (* 1963), schwedische Freestyle-Skierin
- Carin Levine, US-amerikanische Flötistin
- Carin C. Tietze (* 1964), US-amerikanische Schauspielerin und Synchronsprecherin